# Левесон-Гоуэр, Фергюс, 6-й граф Гренвиль
Гренвиль Джордж Фергюс Левесон-Гоуэр, 6-й граф Гренвиль (англ. Fergus Leveson-Gower, 6th Earl Granville; род. 10 сентября 1959[…]) — британский пэр, землевладелец и художник. Он был известен как лорд Левесон с 1959 по 1996 год и был членом Палаты лордов с 1996 по 1999 год.

## Биография
Старший сын Гренвиля Левесона-Гоуэра, 5-го графа Гренвиля (1918—1996), чья мать Роуз Левесон-Гоуэр, графиня Гренвиль (1890—1967), была дочерью графа Стратмора и Кингхорна и сестрой королевы-матери Елизаветы. Он получил образование в Итонском колледже и с 1973 по 1976 год была почётным пажом королевы Елизаветы II , которая была его крестной матерью. Затем он поступил в Абердинский университет, чтобы получить степень в области английской литературы и истории.
В 1960 году его отец купил остров Норт-Уист на Внешних Гебридских островах у герцога Гамильтона, и он вырос там .
31 октября 1996 года после смерти своего отца он унаследовал титулы графа Гренвиля, виконта Гренвиля и барона Левесона из Стоуна. Все эти титулы входили в систему Пэрства Соединённого Королевства, что на тот момент дало ему место в Палате лордов. Он лишился своего места в Палате лордов после принятия Акта о Палате лордов 1999 года .
Гренвиль — лэрд Норт-Уиста, живущий на острове в Каллерниш-хаусе, Гриминиш, недалеко от Лохмадди, доме в форме пончика, спроектированном в 1960-х годах сэром Мартином Беккетом . В 1999 году местный коптильный бизнес был выставлен на продажу, и ллорд Гренвиль взял его на себя с целью производства высококачественного копченого лосося и морской форели. Сообщалось, что двадцать лет спустя управляющий Hebridean Smokehouse в те годы занимался своей «основной работой». Обладая страстью к расчесыванию пляжей, Гренвиль также стал художником и скульптором, вдохновленным обломками и реактивными самолётами и выставлял свои работы в Норт-Уисте и Эдинбурге.
23 мая 1997 года Гренвиль женился на Энн Топпинг, дочери Бернарда Топпинга, и у них родилось трое детей:
- Леди Роуз Элис Левесон-Гоуэр (род. 16 апреля 1998)
- Джордж Джеймс Левесон-Гоуэр, лорд Левесон (род. 22 июля 1999)
- Леди Вайолет Мэй Левесон-Гоуэр (род. 5 августа 2002).

Сообщалось, что в 2021 году граф Гренвиль жил в Каллернише с новой женой, Флоренс Пирсон, художницей, двумя маленькими сыновьями, лабрадором, обученным искать амбру, и попугаем.